# Leandra grayana
Leandra grayana är en tvåhjärtbladig växtart som beskrevs av Célestin Alfred Cogniaux. Leandra grayana ingår i släktet Leandra och familjen Melastomataceae. Inga underarter finns listade i Catalogue of Life.